# A Pacific Southwest Airlines 1771-es járatának katasztrófája
A Pacific Southwest Airlines 1771-es járata menetrend szerinti járat volt az Egyesült Államok nyugati partvidékén, a kaliforniai Los Angelesből San Franciscóba tartott a tragédia idején. A British Aerospace 146-200A típusú, N350PS lajstromjelű gép 1987. december 7-én San Luis Obispo megyében, Cayucos közelében zuhant le, miután egy utas eltérítette.
A gépen tartózkodó mind a 43 utas és a személyzet elhunyt, közülük ötöt – köztük a két pilótát – feltehetően a gép lezuhanása előtt lelőttek. Az elkövető, David Burke, a Pacific Southwest Airlines anyavállalatának, az USAir-nek egy korábbi, elégedetlen alkalmazottja volt. 1964-ben a Pacific Air Lines 773-as járatának hasonló balesete után a baleset volt a második legsúlyosabb tömeggyilkosság a modern kaliforniai történelemben.

## Az incidens
Az USAir, amely nem sokkal korábban vásárolta meg a Pacific Southwest Airlinest (PSA), felmondott David A. Burke jegyértékesítőnek, mert 69 dollárt lopott a fedélzeti koktélok bevételéből; emellett azzal is gyanúsították, hogy részt vett egy kábítószer-kereskedő hálózatban. Miután találkozott Ray Thomsonnal, a főnökével, és sikertelenül próbálta elérni, hogy visszahelyezzék, Burke jegyet vásárolt a PSA 1771-es járatára, amely naponta közlekedik a Los Angeles-i nemzetközi repülőtérről (LAX) a San Franciscó-i nemzetközi repülőtérre (SFO). Thomson is utas volt a járaton, amellyel rendszeresen utazott naponta a munkahelyéről, az LAX repülőtérről a San Francisco Bay Area-i otthonába. Az 1771-es járat 15:31-kor indult a Los Angeles-i repülőtérről, és a tervek szerint 16:43-kor érkezett volna meg San Franciscóba.
Az USAir alkalmazotti igazolványát használva, amelyet még nem adott le, Burke egy Smith & Wesson 29-es modellű 44-es Magnum revolverrel felfegyverkezve (amelyet egy munkatársától kért kölcsön) meg tudta kerülni a szokásos utasbiztonsági ellenőrzőpontot a repülőtéren. A zárt személyzeti ajtón keresztül jutott be a repülőgépbe a zár fölé karcolt belépési kód segítségével, amint arról a két halott utas családját képviselő egyik ügyvéd beszámolt. Miután felszállt a gépre, Burke egy üzenetet írt egy repülőtáskára, de hogy átadta-e az üzenetet Thomsonnak, hogy elolvassa, mielőtt lelőtte volna, nem tudni. Az üzenetben ez állt:
Szia, Ray. Szerintem elég ironikus, hogy így végezzük. Kértem egy kis engedékenységet a családom miatt. Emlékszel? Nos, én nem kaptam, és te sem fogsz kapni.
Miközben a repülőgép, egy négyhajtóműves British Aerospace BAe 146-200-as, 22 000 láb (6700 m) magasságban repült a közép-kaliforniai partok felett, a pilótafülke hangrögzítője (CVR) rögzítette, hogy valaki bemegy a mosdóba, majd elhagyja azt. Az események pontos sorrendje továbbra sem tisztázott, de a balesetre összpontosító Mayday-epizód azt sugallja, hogy Burke volt az, aki belépett a mosdóba, hogy diszkréten előhúzza a revolverét, esetleg megtöltötte, és időt adott Thomson számára, hogy elolvassa az üzenetét, mielőtt megölte volna. A 44 esztendős Gregg Lindamood kapitány és a 48 esztendős James Nunn első tiszt éppen a légiforgalmi irányítást kérdezték a turbulenciáról, amikor a CVR két lövés hangját rögzítette a kabinban.
A legvalószínűbb elméletet a történtekre vonatkozóan a CVR-en hallható lövések mintázatából és hangerejéből vezették le. A Mayday-epizód szerint Burke valószínűleg először kétszer lőtt rá Thomsonra. Thomson saját ülését soha nem találták meg, de egy olyan ülés részéből, amelyet a sorozatszám alapján közvetlenül Thomson ülése mögött azonosítottak, és amelyre nem vettek jegyet, ezért feltehetően üres volt, két golyó ütötte lyukat találtak. Mivel Burke különösen erős revolvert használt, a nyomozók arra a következtetésre jutottak, hogy a golyók áthatolhattak Thomson testén, az ülésén, majd a mögötte lévő ülésen is. Nunn első tiszt azonnal jelentette a légiirányításnak, hogy lövés dördült el, de a legénységtől nem érkezett további adás.
A CVR ezután rögzítette a pilótafülke ajtajának kinyílását, és azt, hogy Deborah Neil légiutas-kísérő azt mondta a pilótafülke személyzetének: "Problémánk van!", amire Lindamood kapitány azt válaszolta: "Mi a probléma?". Egy lövés hallatszott, amikor Burke lelőtte Neilt, és bejelentette: "Én vagyok a probléma". Ezután még két lövést adott le. Valószínűleg Lindamoodot és Nunnt is meglőtte egyszer-egyszer, amivel, ha nem is egyenesen megölte, de cselekvésképtelenné tette őket. Néhány másodperccel később a CVR egyre erősödő szélvédőzajt rögzített, ahogy a repülőgép lefelé dől és gyorsul. A repülési adatrögzítő maradványai arra utaltak, hogy Burke előrenyomta a szarvkormányt zuhanórepülésbe, vagy hogy az egyik lelőtt pilóta rácsúszott a szarvkormányra.
Egy utolsó lövés hallatszott, amelyet nem sokkal később hirtelen csend követett. Valószínűleg Burke megölte Douglas Arthurt, a PSA Los Angeles-i főpilótáját, aki szintén a fedélzeten volt utasként, és aki talán megpróbált a pilótafülkébe jutni, hogy megmentse a gépet. Felmerült az a feltételezés, hogy Burke saját magát lőtte le, bár ez valószínűtlennek tűnik, mert Burke ujjhegyének egy darabja a ravaszba fúródott, amikor a nyomozók megtalálták a revolvert. Ez arra utalt, hogy életben volt, és a becsapódás pillanatáig a kezében tartotta a fegyvert. 16:16-kor a repülőgép egy marhatelep domboldalába csapódott a Santa Lucia-hegységben, Paso Robles és Cayucos között. A becslések szerint a gép a hangsebességnél valamivel gyorsabban, mintegy 1240 km/h sebességgel zuhant le, és apró darabjaira hullott. Az edzett acélból készült feketedoboz adatrögzítő tokjának deformációja alapján a repülőgép a  gravitációs erő (G-erő) 5000-szeresének megfelelő lassulást élt át a földbe csapódáskor. A repülőgép 70°-os szögben haladt dél felé, és egy sziklás hegyoldalnak csapódott, ahol egy kevesebb mint 0,6 méter mély és 1,2 méter széles krátert hagyott maga után.
Miután a CBS News helikoptere Zoey Tur vezetésével megtalálta a baleset helyszínét, a Nemzeti Közlekedésbiztonsági Hivatal nyomozóihoz csatlakozott a Szövetségi Nyomozóiroda is. Miután két napig kutattak a repülőgép maradványai között, megtalálták egy kézifegyver darabjait, amely hat töltényhüvelyt tartalmazott, valamint a légzsákon lévő, Burke által írt feljegyzést, amely arra utalt, hogy ő lehetett a felelős a balesetért. Az FBI nyomozóinak sikerült ujjlenyomatot venniük a revolver ravaszvédőjébe ragadt ujjdarabkáról, amely egyértelműen azonosította Burke-öt, aki a repülőgép lezuhanásakor a fegyvert tartotta a kezében. A baleset helyszínén feltárt bizonyítékokon kívül más tényezők is felszínre kerültek. Burke munkatársa elismerte, hogy kölcsönadta neki a fegyvert, és Burke búcsúüzenetet is hagyott a barátnője üzenetrögzítőjén.

## David A. Burke
David Augustus Burke (1952. május 18. – 1987. december 7.) az Egyesült Királyságban élő jamaicai szülők gyermekeként született. Burke később szüleivel együtt az Egyesült Államokba emigrált. Korábban a New York állambeli Rochesterben az USAir légitársaságnál dolgozott, ahol gyanúsítottja volt egy kábítószer-csempészhálózatnak, amely kokaint szállított Jamaikából Rochesterbe a légitársaságon keresztül. Hivatalosan sosem emeltek vádat ellene, de állítólag Los Angelesbe költözött, hogy elkerülje a jövőbeni gyanúsításokat. Néhány korábbi barátnője, szomszédja és a bűnüldöző szervek tisztviselői erőszakos emberként jellemezték őt az 1771-es járat eseményei előtt. Hét gyermeke született, de sosem nősült meg.

## Az eset következményei
A baleset után számos szövetségi törvényt fogadtak el, köztük azt, amely előírta, hogy a légitársaságok és repülőterek alkalmazottainak minden igazolványát azonnal le kell foglalni, miután az alkalmazottnak felmondtak a légitársaság vagy a repülőtéren betöltött pozíciójában. Egy olyan irányelvet is bevezettek, amely előírta, hogy a légitársaságok teljes repülőszemélyzetére és a repülőterek alkalmazottaira ugyanazokat a biztonsági intézkedéseket kell alkalmazni, mint a légitársaságok utasaira.
A balesetben meghalt a Chevron USA elnöke, James Sylla, valamint a vállalat három közkapcsolati vezetője. Szintén elhunyt a Pacific Bell három tisztviselője, ami számos nagyvállalatot arra késztetett, hogy olyan szabályzatot hozzon létre, amely megtiltja, hogy több vezető egyazon járaton utazzon.
A Los Osos Valley Memorial Park "Garden of Hope" részében egy gránit és bronz emléktábla állít emléket az 1771-es járat 42 áldozatának, és az utasok és a személyzet több tagja is ebben a temetőben van eltemetve.

## Fordítás
Ez a szócikk részben vagy egészben a Pacific Southwest Airlines Flight 1771 című angol Wikipédia-szócikk ezen változatának fordításán alapul.  Az eredeti cikk szerkesztőit annak laptörténete sorolja fel. Ez a jelzés csupán a megfogalmazás eredetét és a szerzői jogokat jelzi, nem szolgál a cikkben szereplő információk forrásmegjelöléseként.